# Giovanni Benedetti
Giovanni Benedetti (*  12. März 1917 in Spello, Provinz Perugia, Italien; † 3. August 2017 in Foligno) war Bischof von Foligno.

## Leben
Giovanni Benedetti empfing nach seiner theologischen Ausbildung am 26. Mai 1940 die Priesterweihe für das Patriarchat von Venedig. Er war Assistent für die Jugendarbeit der Katholischen Aktion und auch als Journalist tätig, vor allem für La Gazzetta di Foligno und La Voce.
Er wurde am 12. Dezember 1974 durch Papst Paul VI. zum Weihbischof in Perugia sowie zum Titularbischof von Limata ernannt. Der Präfekt der Kongregation für die Bischöfe Sebastiano Kardinal Baggio spendete ihm am 23. Januar 1975 in der Kathedrale von San Feliciano die Bischofsweihe; Mitkonsekratoren waren Ferdinando Lambruschini, Erzbischof von Perugia, und Siro Silvestri, Bischof von Luni. Papst Paul VI. ernannte ihn am 25. März 1976 zum Bischof der Diözese Foligno. Am 10. Oktober 1992 nahm Papst Johannes Paul II. seinen altersbedingten Rücktritt an.
Zum Zeitpunkt seines Todes war er der älteste Bischof Italiens und der viertälteste Bischof weltweit.